# Bajo Hondo Rugby Club
Bajo Hondo Rugby Club es un club deportivo de la ciudad de San Miguel de Tucumán, Tucumán, Argentina. Es miembro de la Unión de Rugby de Tucumán y su equipo compite en el Anual Tucumano.

## Historia
Bajo Hondo Rugby Club se fundó el 22 de noviembre de 1986, es el club afiliado más joven de la Unión de Rugby de Tucumán.
En 1987 empezó a competir en los torneos de la URT y en 1991 se consagró campeón del torneo de ascenso, obteniendo la posibilidad de disputa por primera vez la Primera División del Anual Tucumano, además ese año se afilió a la URT. Bajo Hondo participó en la primera división del Torneo Regional del Noroeste, compuesto por los clubes de la Unión de Rugby de Tucumán, Unión Jujeña de Rugby, Unión de Rugby de Salta y Unión Santiagueña de Rugby y en 2014 se consagró campeón del Regional B.

## Instalaciones
El primer espacio físico que ocupó Bajo Hondo fue en el Parque 9 de Julio, pero en 1987 consigue el lugar en dónde se encuentra en la actualidad, en el Parque Guillermina.